# ナワラット・ポンパイブーン
ナワラット・ポンパイブーン（เนาวรัตน์ พงษ์ไพบูลย์,
1940年3月26日 - ）はタイの詩人。カーンチャナブリー県出身。タイを代表する国民的詩人である。日本語ではナオワラット・ポンパイブーンとも表記される。

## 略歴
ナワラットは、1940年3月26日カーンチャナブリー県パノムトゥワム郡で生まれる。1965年タンマサート大学法学部を卒業後、故郷およびスラーターニー県で僧侶として修行を積む。その後還俗し、『ウィッタヤサーン』誌および『ウィタヤサーン・パリタット』誌で2年間編集長を務める。さらにパッタニー県ソンクラーナカリン大学教育学部で1年間タイ語を教授。1973年から2001年までバンコク銀行に勤務し、同銀行芸術センター所長を務めた。現在同センター顧問役。1980年、『かすかな動きを見るだけで』 （1976年）で東南アジア文学賞を受賞。1993年、国家芸術家に指定を受ける。

## 詩作
ナワラットが詩作を始めたのはタンマサート大学入学時からで、同学文芸クラブで発表し、頭角を現していった。1969年処女作品集『ことばのしずく』を発表。その後、『プラチャーティパタイ』、『プラチャーチャート』、『アーティット』紙などで作品を発表していった。

## 作品

### 詩集
- 『ことばのしずく』 1969年 （คำหยาด）
- 『太陽から月へ』 1973年 （อาทิตย์ถึงจันทร์）
- 『かすかな動きを見るだけで』 1976年 （เพียงความเคลื่อนไหว）
- 『手綱を引き締め、市内見物』 1978年（ชักม้าชมเมือง）
- 『田圃を流れる笛の音』 1980年 （เพลงขลุ่ยเหนือทุ่งข้าว）
- 『竪笛のうた』 1983年 （เพลงขลุ่ยผิว）

### エッセイ
- 『水の流れをやさしくすぎて』 1994年 （แผ่วผ่านธารน้ำไหล）

### 日本語訳
- 岩城雄次郎 編訳 「ナワラット・ポンパイブーン」『タイ現代詩選‐アジアの現代文芸[タイ]⑧』財団法人大同生命国際文化基金 1994年 p.11－42。以下収録10篇。
  - 『カタツムリの道』1973年
  - 『かすかな動きを見るだけで』1974年
  - 『われは問う、海原の彼方の友に』1975年
  - 『民衆の良き子どもたちに』1975年
  - 『白いリス』1975年
  - 『田圃を流れる笛の音』1977年
  - 『旱魃の民』1978年
  - 『かわいそうな老夫婦』1979年
  - 『アジアの詩人、ペンの力』1984年
  - 『インディラ･ガンジーの死から学んだもの』1984年
- 吉岡みね子編訳・タイ国言語・図書協会編『ナーンラム―タイ作家・詩人選集―アジアの現代文芸[タイ]⑥』財団法人大同生命国際文化基金 1990年 p.350－354。以下1篇収録。
  - 『収穫期に愛の歌はなく』1979年
- 白石昇 訳 
  - 『水の流れをやさしくすぎて』 1994年 （แผ่วผ่านธารน้ำไหล）